# مورونی
مورونی پایتخت و بزرگ‌ترین شهر کشور جزیره‌ای اتحاد قمر در جنوب قارهٔ آفریقا می‌باشد.
مورونی با ۵۳٬۰۰۰ نفر جمعیت، پایتخت و بزرگ‌ترین شهر کشور اتحاد قمر است که بر کرانه غربی جزیرهٔ گرانده کومورو قرار دارد. مورونی مرکز ملی و دولت، داد و ستد و توریسم و دارای یک مسجد است. فرودگاه بین‌المللی و مدارس متعدد دارد. ساختمان‌های آن نفوذ معماری عربی را به خوبی نشان می‌دهد. عرب‌ها از سدهٔ ۱۴۰۰ تا سدهٔ ۱۸۰۰ بر این سامان فرمان می‌راندند تا این که فرانسه به این منطقه دست یافت و مورونی در ۱۹۶۲ به پایتختی اتحاد قمر برگزیده شد.

## نگارخانه

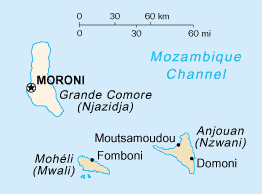
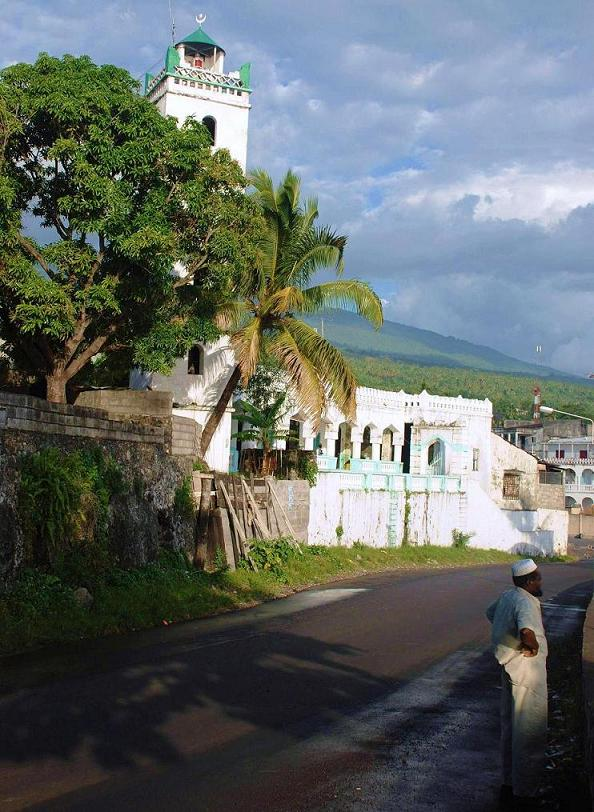
Mosque with typical Comoro male in front of it, in the City Centre of Moroni.
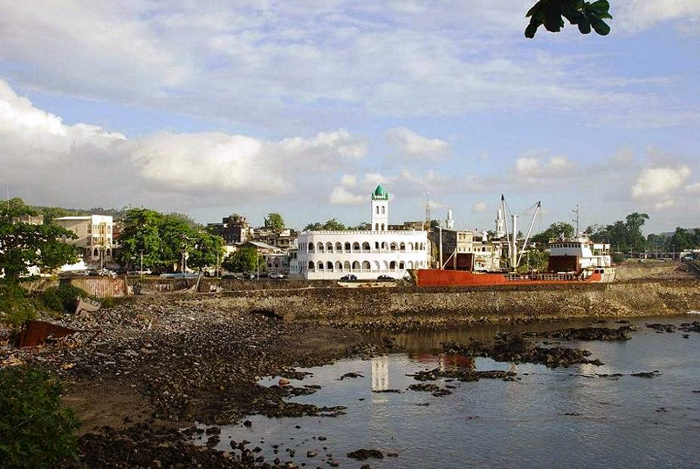